# Cetshwayo kaMpande
Cetshwayo kaMpande, aussi orthographié Cetawayo, Cetewayo, Cetywajo et Ketchwayo, né vers 1826, mort le 8 février 1884, est le roi du peuple zoulou du 1er septembre 1873 au 4 juillet 1879 et les a dirigés lors de la guerre anglo-zouloue de 1879.

## Biographie

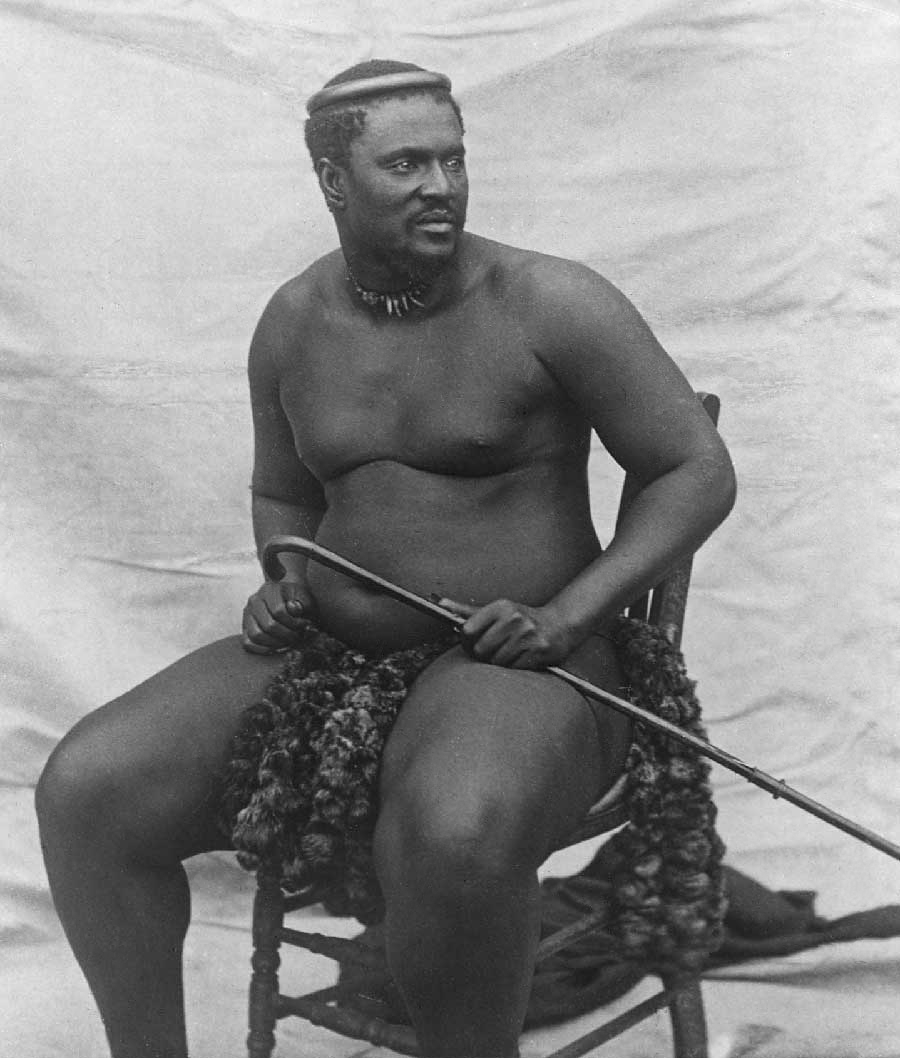
Cetshwayo en 1878

Cetshwayo est le fils du roi zoulou Mpande, lui-même demi-frère du roi Chaka. En 1856, à la bataille de 'Ndondakusuka, il défait et tue son jeune frère Mbuyazi, favori de Mpande, et devient le chef effectif de la nation zouloue. Toutefois, il n'accède pas encore au trône toujours occupé par son père.
Comme c'est la coutume chez les Zoulous, il crée une nouvelle capitale qu'il appelle Ulundi (la grande place). Il renforce son impi (armée), réintroduisant notamment des méthodes préconisées par Chaka et tombées en désuétude, et la modernise en l'équipant de fusils.  Il bannit les missionnaires européens et incite probablement les autres peuples africains à se soulever contre les Boers du Transvaal.

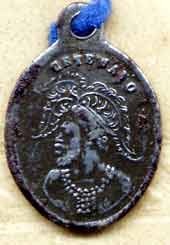
Médaille souvenir remise par le roi Cetshwayo à ses visiteurs durant son exil

Mpande meurt en septembre ou octobre 1872 et Cetshwayo est couronné roi le 1er septembre 1873 par le secrétaire britannique aux affaires indigènes, Theophilus Shepstone. Durant son règne il devra en permanence se méfier de son demi-frère et rival, uHamu kaNzibe, qui trahira la cause zouloue à de nombreuses reprises.
En 1878, Sir Henry Bartle Frere, administrateur britannique de l'Afrique du Sud, qui nourrit le projet de soumettre le pays zoulou à l'autorité britannique, demande des réparations à la suite d'incidents frontaliers et exige le démantèlement de l'armée zouloue.  Le refus de Cetshwayo conduit à la guerre anglo-zouloue de 1879. Malgré quelques sévères défaites, comme la  bataille d'Isandlwana, les Britanniques remportent tout de-même la victoire. Après la prise et l'incendie d'Ulundi le 4 juillet, Cetshwayo  est déposé par les vainqueurs et exilé à Londres.
En 1882, une guerre civile oppose les partisans de Cetshwayo et ceux de trois chefs rivaux, dont Zibhebhu kaMaphitha. En 1882, pour tenter de calmer les tensions, les Britanniques ramènent Cetshwayo en Afrique du Sud et tentent de le restaurer sur le trône.  Zibhebhu s'oppose à cette restauration et avec l'aide de cavaliers boers mercenaires, il attaque le nouveau kraal de Cetshwayo à oNdini le 21 juillet 1883.  Blessé, Cetshwayo parvient à s'échapper et trouve refuge dans la forêt de Nkandla, puis il se place sous la protection britannique, et est autorisé à résider à Eshowe, où il meurt quelques mois plus tard, probablement d'une attaque cardiaque, quoique des rumeurs d'empoisonnement aient été propagées . 
Son fils Dinuzulu, héritier du trône, est proclamé roi le 20 mai 1884, avec l'appui militaire des Boers du Transvaal.

## Dans la culture populaire

### Romans
- H. Rider Haggard: The Witch's Head (1885)
- H. Rider Haggard, Black Heart and White Heart (1900)
- John Buchan, Prester John (1910)
- H. Rider Haggard, Finished (1917)
- David Ebsworth, The Kraals of Ulundi, Silverwood Books, 2014
- Philippe Morvan, Les fils du ciel, Calmann-Lévy, 2021

### Cinéma
- Zoulou (film), 1964
- Zulu Dawn, 1979
- Shaka Zulu, 1986